# National Public Radio

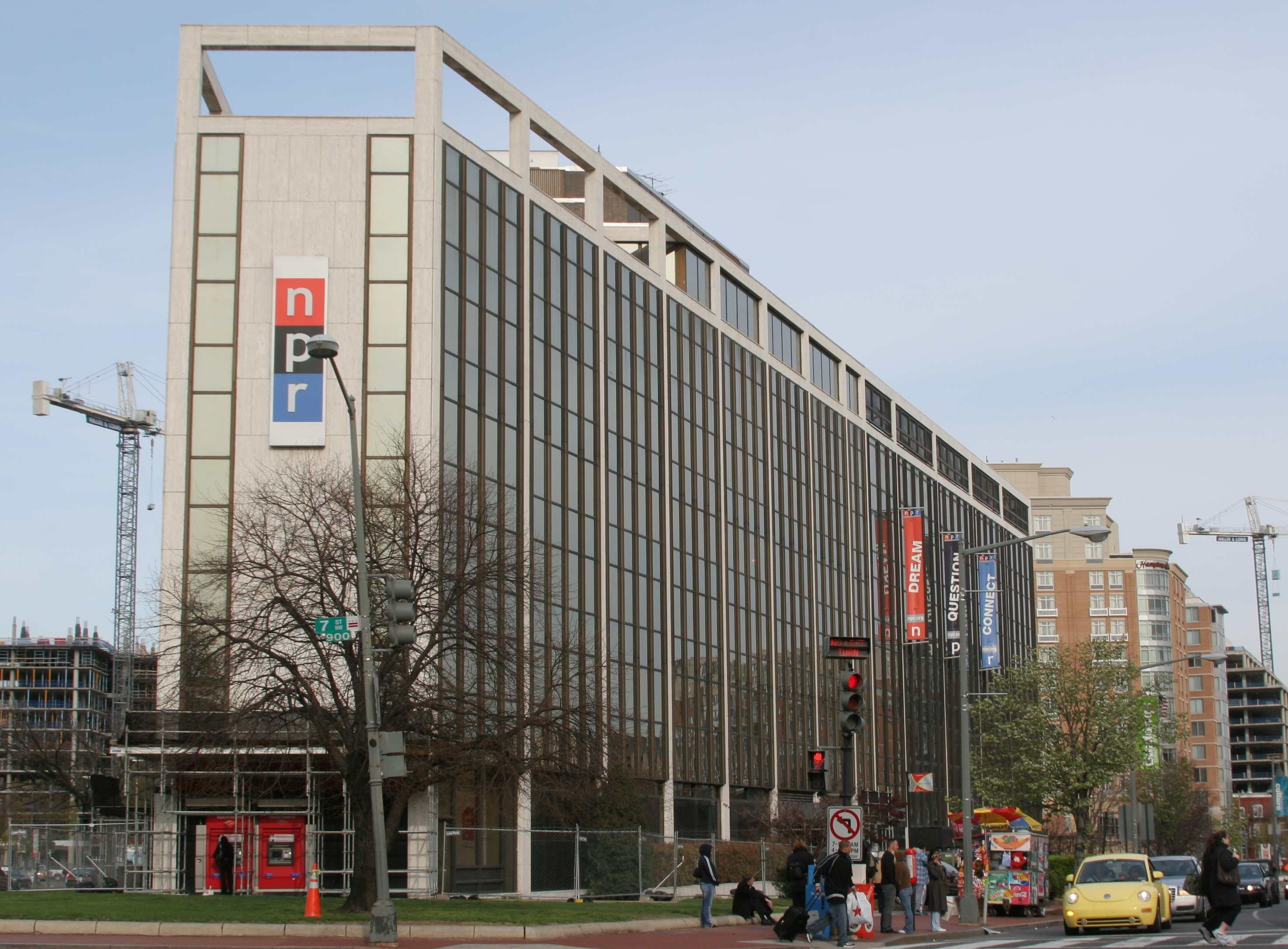
Hoofdkantoor van National Public Radio in Washington D.C. aan Mount Vernon Square

National Public Radio (NPR) is een onafhankelijke Amerikaanse non-profitinstelling die zich bezighoudt met het verzorgen van radioprogramma's voor haar uitzendgemachtigden. Tezamen kunnen ze gezien worden als een van de Amerikaanse publieke radio-omroepen. 
NPR maakt en verspreidt culturele en nieuwswaardige uitzendingen. De uitzendgemachtigden zijn niet verplicht om al deze programma's uit te zenden en hebben dus meestal meerdere bronnen voor hun radioprogramma's. Bekende programma's zijn Morning Edition en All Things Considered.